# De pronte professor
De pronte professor is een kort stripverhaal van Suske en Wiske uitgegeven voor Technopolis, het Vlaamse doe-centrum voor wetenschap en technologie in Mechelen. Het album is uitgebracht begin juni 2006. Er was geen voorpublicatie.

## Locaties
Dit verhaal speelt zich af op de volgende locaties:
- België, Mechelen, Technopolis, afgelegen villa, rotswand, ravijn.

## Personages
In dit verhaal komen de volgende personages voor:
- Suske, Wiske, tante Sidonia, Lambik, Jerom, professor Barabas, geheim agent, Vera Vanduren, Krimson en handlangers, politie.

## Uitvindingen
In dit verhaal spelen de volgende uitvindingen mee:
- een DNA-scanner

## Het verhaal
Suske, Wiske, Lambik en Jerom zijn in Technopolis als professor Barabas hen belt, zijn collega professor Vanduren werkt in opdracht van het Vlaams Ministerie aan een DNA-afleesapparaat. Een misdaadorganisatie bedreigt hen en de vrienden gaan naar een afgelegen villa om de professor te helpen. Lambik en Jerom vinden Vera, de huishoudster, erg aantrekkelijk. Er wordt een aanslag gepleegd en Jerom wordt bevroren door de handlangers van Krimson. Suske, Wiske en professor Vanduren gaan naar de kelder en gebruiken een frietgeweer, door een truc met cola kunnen ze ontsnappen. Ze komen bij een meertje en bouwen met lege olietonnen een vlot. Wiske valt van het vlot en dreigt te verdrinken, maar dan blijkt professor Vanduren energieker te zijn dan hij lijkt.
Door een truc van Vera kunnen de vrienden ontsnappen uit de kelder en vinden de bevroren Jerom voor de deur. Door een kus van Vera ontdooit Jerom sneller. Suske, Wiske en professor Vanduren proberen aan de handlangers van Krimson te ontkomen en klimmen op een rotswand. Ze kunnen de boeven tegenhouden, maar dan vindt Wiske de papieren van de professor en ziet dat hij daar nog een snor droeg. De snor is verdwenen in het water bij de reddingsactie en als Wiske hem hiermee confronteert bedreigt hij de kinderen met een pistool en vlucht weg.
Suske en Wiske worden door de handlangers van Krimson gegrepen en ook Vanduren wordt gepakt, de boeven rijden met hen in een terreinwagen weg. Lambik en Jerom houden de wagen tegen, maar die valt dan in een ravijn. Suske en Wiske redden zich met een doek die als parachute wordt gebruikt en de professor vertelt dan dat hij een geheim agent is, de echte professor is door deze afleidingsmanoeuvre veilig ontsnapt met de DNA-scanner. De politie pakt de handlangers op, maar Krimson zelf kan in een helikopter ontkomen. De vrienden kijken gezamenlijk naar de televisie als professor Vera Vanduren te zien is, en tante Sidonia vindt de aandacht van Lambik en Jerom voor de vrouw niet zo leuk.

## Uitgaven
De uitgave is in beperkte mate verschenen en alleen verkrijgbaar bij Technopolis zelf. Het is ook verspreid via scholen.